# トラッシュ・トーク
トラッシュ・トーク（英: Trash-talk）とは、スポーツの試合前の記者会見や試合中に汚い言葉や挑発で相手選手の心理面を揺さぶる、また相手の気を逸らすような会話で混乱させ、調子を乱させる作戦のことを指す。
トラッシュ・トークをする選手をトラッシュ・トーカー（Trash-talker）と呼ぶ。日本語ではビッグマウスも同様の意味で使われることが多い。
Xboxでは、トラッシュトークを「プレイヤー間の会話と友好的な競争を促進する、冗談のようなもの」と定義している。
プロ格闘技の試合においては、試合を盛り上げるために挑発をする選手も多いが、そこから乱闘に発展することもある。

## 著名な例
モハメド・アリがソニー・リストンを「のろま」、ジョー・フレージャーを「ゴリラ」と呼んで侮蔑した。また、アーニー・テレルを黒人奴隷の意味で「アンクル・トム」と呼び、それに対しテレルはアリが奴隷名だとして捨てた旧名「カシアス・クレイ」を多用して挑発しあった。
また、日本の野球において、キャッチャーがバッターに余計なことをぼそぼそ話し掛けるささやき戦術もトラッシュ・トークの一種であり、野村克也や達川光男、山下健などが現役時代に得意としていた事でも知られる。ただし日本独自の戦術ではなく、メジャーリーグでもA.J.ピアジンスキーなどが使い手として有名である。